# Eccidio di Gaggio Montano
L'eccidio di Gaggio Montano.  avvenne il 16 novembre 1945 a Gaggio Montano in provincia di Bologna. In esso furono uccisi cinque abitanti del paese da parte di un gruppo di dodici uomini guidati da Mario Rovinetti, incaricato da Ivo Gaetani, segretario del PCI di Gaggio.
Gaetani pianificò l'azione assieme a Secondo Lenzi, Giuseppe Torri e Antonio Camurri. Gaetani consegnò a Mario Rovinetti la lista delle persone da eliminare, descritte come "camicie nere e spie dei tedeschi". Tranne che per una, Guido Brasa, si trattava di persone prive di una particolare tendenza politica o collusione col passato regime fascista.
Rovinetti con dodici uomini bloccò le vie d'accesso al paese e immobilizzò i quattro carabinieri della locale stazione, dando inizio alla cattura delle vittime designate, fra di esse il sindaco e un'altra persona riusciranno a sottrarsi alla cattura.
Le vittime, uccise in una mulattiera fuori dal centro abitato furono:
- Aldo Brasa, segretario della locale sezione del Partito d'Azione, antifascista, ucciso nella sua casa, al momento della tentata cattura del fratello
- Guido Brasa
- Bianca Ramazzini
- Adelfo Cecchelli
- Alfredo Capitani

## Il processo
Alcuni anni dopo gli omicidi, fu celebrato un processo al termine del quale furono emesse gravi condanne a carico dei maggiori responsabili, ovvero: Mario Rovinetti, Ivo Gaetani (allora segretario del PCI di Gaggio Montano e ideatore dell'azione), Giuseppe Torri e Antonio Camurri. 
Secondo Lenzi non fu processato perché era nel frattempo morto di tubercolosi. 
Condanne minori furono pronunciate nei confronti di sette dei dodici gregari scelti per l'occasione dal Rovinetti.
Al processo Rovinetti si assunse tutte le responsabilità, cercando di proteggere i compagni.
La difesa tentò di giustificare la strage come una vendetta per l'eccidio nazifascista di Ronchidoso, tesi che portò il PCI a prendere le distanze dagli autori del crimine.